# Gare de Boran-sur-Oise
Gare de Boran-sur-Oise vasútállomás Franciaországban, Boran-sur-Oise településen.

## Vasútvonalak
Az állomást az alábbi vasútvonalak érintik:
- Pierrelaye-Creil-vasútvonal

## Kapcsolódó állomások
A vasútállomáshoz az alábbi állomások vannak a legközelebb:
- Gare de Précy-sur-Oise (Gare de Creil, Transilien H)
- Gare de Bruyères-sur-Oise (Paris Gare du Nord, Transilien H)